# オーストラリア統計局

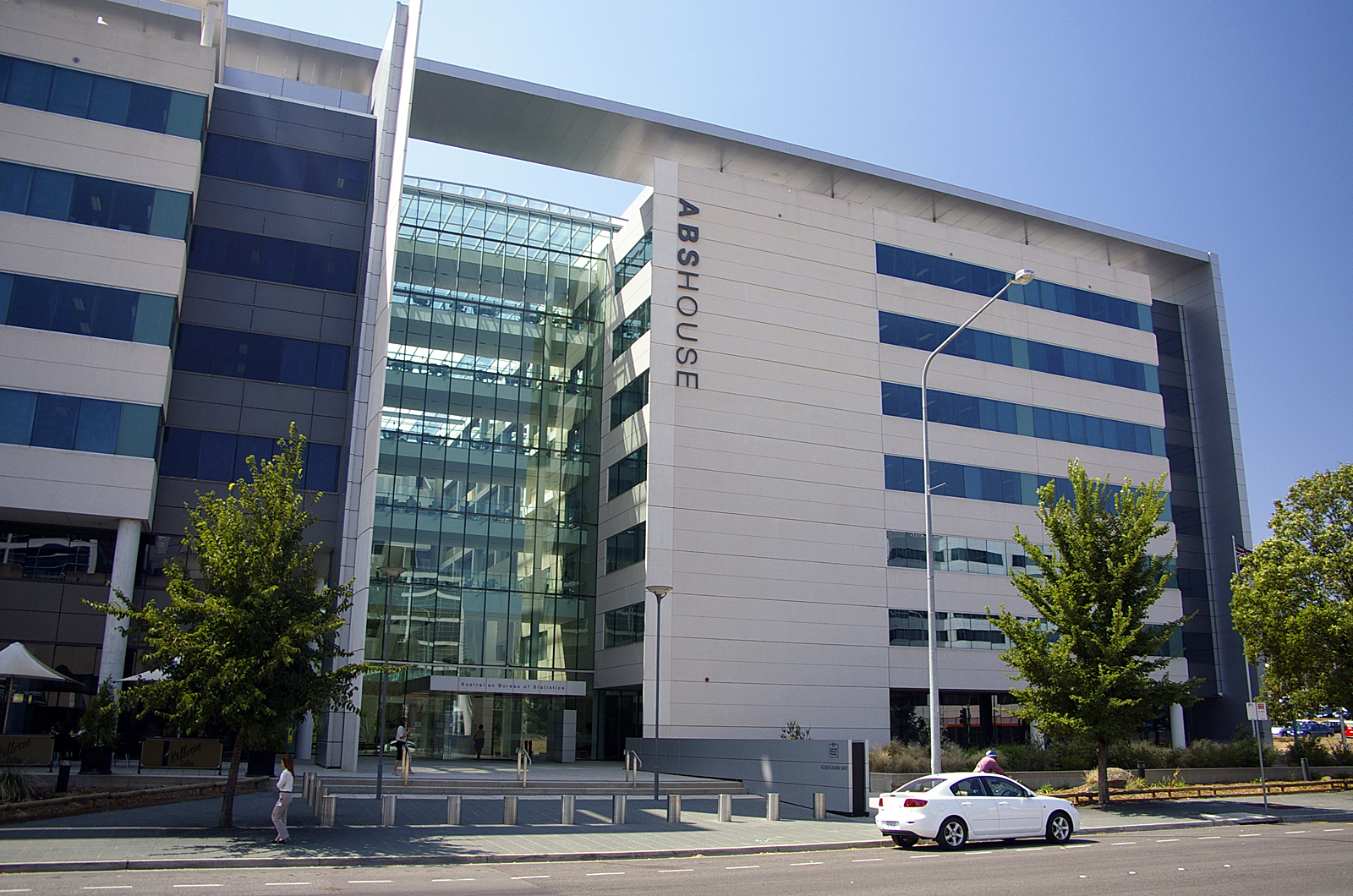
キャンベラのオーストラリア統計局本庁舎

オーストラリア統計局（オーストラリアとうけいきょく、Australian Bureau of Statistics, ABS）は、オーストラリア連邦の政府機関。
5年ごとの国勢調査の実施やオーストラリア年鑑 (Year Book Australia) の刊行のほか、人口・産業など各分野の情報の収集・発表を行う。